# Oklahoma City Barons
Oklahoma City Barons byl profesionální americký klub ledního hokeje, který sídlil v Oklahoma City ve státě Oklahoma. Své domácí zápasy hráli "Baroni" v tamní aréně Cedar Cox Convention Center. Klub byl farma mužstva NHL Edmonton Oilers, který předtím užíval jako svůj záložní celek Springfield Falcons. Klubové barvy byly modrá, oranžová a bílá.
Název Oklahoma City Barons si zvolili na internetu fanoušci. V každé sezoně si zahrál play off. V ročníku 2011/12 vyhrál divizi, v letech 2012 i 2013 došel až do finále konference.
V letech 1965–1977 a 1992–2009 působil v Oklahomě celek Oklahoma City Blazers, který hrál nižší Central Hockey League. Blazers působili od roku 2002 v aréně, která byla domovem Barons.
V sezoně 2015/16 bude klub nahrazen v soutěži celkem Bakersfield Condors.

## Úspěchy klubu
- Vítěz divize – 1x (2011/12)

## Výsledky

### Základní část
Zdroj: 
| Sezona  | Zápasy | Výhry | Prohry | Prohry(pr.) | Prohry(s.n.) | Body | Góly vstřelené | Góly inkasované | Umístění v divizi |
| ------- | ------ | ----- | ------ | ----------- | ------------ | ---- | -------------- | --------------- | ----------------- |
| 2010/11 | 80     | 40    | 29     | 2           | 9            | 91   | 245            | 234             | 5. v Západní      |
| 2011/12 | 76     | 45    | 22     | 4           | 5            | 99   | 215            | 176             | 1. v Západní      |
| 2012/13 | 76     | 40    | 25     | 2           | 9            | 91   | 240            | 228             | 3. v Jižní        |
| 2013/14 | 76     | 36    | 29     | 2           | 9            | 83   | 239            | 256             | 3. v Západní      |
| 2014/15 | 76     | 41    | 27     | 5           | 3            | 90   | 212            | 256             | 3. v Západní      |

### Play-off
Zdroj: 
| Sezona  | 1. kolo                  | 2. kolo                  | Finále konference          | Finále Calder Cupu |
| ------- | ------------------------ | ------------------------ | -------------------------- | ------------------ |
| 2010/11 | porážka, 2–4, Hamilton   | —                        | —                          | —                  |
| 2011/12 | postup, 3-1, Houston     | postup, 4-1, Texas       | porážka, 1-4, Toronto      | —                  |
| 2012/13 | postup, 3-2, Charlotte   | postup, 4-1, San Antonio | porážka, 3-4, Grand Rapids | —                  |
| 2013/14 | porážka, 0–3, Texas      | —                        | —                          | —                  |
| 2014/15 | postup, 3–0, San Antonio | porážka, 3–4, Utica      | –                          | –                  |

## Klubové rekordy

### Za sezonu
Góly: 42, Colin McDonald (2010/11)
Asistence: 52, Brad Moran (2010/11)
Body: 78, Alexandre Giroux (2010/11)
Trestné minuty: 169, Mitch Moroz (2014/15)
Průměr obdržených branek: 2.07, Yann Danis (2011/12)
Procento úspěšnosti zákroků: .924,Yann Danis (2011/12)
Čistá konta: 5, Yann Danis (2011/12)
Vychytaná vítězství: 26, Yann Danis (2011/12 a 2012/13) a Richard Bachman (2013/14)

### Celkové
Góly: 60, Mark Arcobello
Asistence: 101, Mark Arcobello
Body: 161, Mark Arcobello
Trestné minuty: 336, Alex Plante
Čistá konta: 7, Yann Danis
Vychytaná vítězství: 52, Yann Danis
Odehrané zápasy: 208, Curtis Hamilton